# Trichostomum tucumanense
Trichostomum tucumanense är en bladmossart som beskrevs av Edwin Bunting Bartram 1964-65 [1965. Trichostomum tucumanense ingår i släktet lansettmossor, och familjen Pottiaceae. Inga underarter finns listade i Catalogue of Life.